# Arichanna subalbida
Arichanna subalbida är en fjärilsart som beskrevs av Lumma. Arichanna subalbida ingår i släktet Arichanna och familjen mätare. Inga underarter finns listade i Catalogue of Life.